# Anke Langner
Anke Langner (* 1979 in Görlitz) ist eine deutsche Erziehungswissenschaftlerin. Sie lehrt als Professorin für Erziehungswissenschaft an der Technischen Universität Dresden.

## Leben
Langner, die bereits als Jugendliche die Blindenschrift und die Gebärdensprache erlernt hatte, studierte von 1999 bis 2004 Rehabilitationspädagogik auf Diplom an der Humboldt-Universität zu Berlin. Anschließend verfasste sie ihre Dissertation, die 2009 unter dem Titel Behindertwerden in der Identitätsarbeit. Fallrekonstruktionen von Jugendlichen mit geistiger Behinderung veröffentlicht wurde. Von 2005 bis 2007 war sie Teil des DFG-Graduiertenkollegs Geschlecht als Wissenskategorie an der Humboldt-Universität. 2014 veröffentlichte sie ihre Habilitationsschrift Kompetent für einen inklusiven Unterricht, entstanden an der Universität zu Köln.
Langner war als Dozentin und Lehrerin im Bereich Inklusions- und Behindertenpädagogik aktiv. Von 2012 bis 2013 war sie Professorin für Inklusionspädagogik an der Pädagogischen Hochschule Linz und nahm anschließend einen Ruf an die TU Dresden an, wo sie seit 2013 als Professorin für Erziehungswissenschaft mit dem Schwerpunkt inklusive Bildung forscht und lehrt.

## Wirken
Zu Langners Forschungsschwerpunkten gehören Inklusion in der schulischen und außerschulischen Bildung, die qualitative und quantitative Schulforschung sowie der „Umgang mit Vielfalt, sozialer Ausgrenzung und Teilhabe“. An der TU Dresden leitete Langner eine Forschungsgruppe, die bis 2017 ein Konzept für eine Gemeinschaftsschule entwickelte, in der neue Formen des – auch inklusiven – Lehrens und Lernens entwickelt und erforscht werden sollten. Die Umsetzung des Schulversuchs Universitätsschule Dresden erfolgt als gemeinsames Projekt der TU Dresden und der Stadt Dresden unter der wissenschaftlichen Leitung Langners: Die Universitätsschule Dresden wurde 2019 als Grund- und Oberschule unter einem Dach eröffnet. Seit dem Schuljahr 2022/23 ist sie eine der ersten beiden öffentlichen Gemeinschaftsschulen in Sachsen. Seit 2022 ist Langner geschäftsführende Direktorin der Forschungsstelle Universitätsschule (ForUS), die den Schulversuch wissenschaftlich begleitet, weiterentwickelt und gestaltet.
Im Projekt QuaBIS - Qualifizierung von Bildungs- und Inklusionsreferent:innen, das gemeinsam von Universität Leipzig und TU Dresden durchgeführt wird, arbeiten Menschen mit Behinderungserfahrungen an der TU Dresden in Lehre und Forschung. Das Projekt zielt auf eine inklusive Hochschullehre und partizipative Forschung ab. Langner hat seit 2019 hat die Leitung des Projekts an der TU Dresden inne. Das Projekt QuaBIS wurde 2020 mit dem „Innovationspreis Weiterbildung“ des Freistaats Sachsen und 2021 Lehrpreis für diversitätssensible Lehre der TU Dresden ausgezeichnet.
Ein weiteres Projekt Langners ist das Alternative Lehramtspraktikum an ausgewählten ostsächsischen Oberschulen, das in Zusammenarbeit mit dem Kreiselternrat Görlitz entwickelt wurde und 2024 in die zweite Runde ging. Dabei gehen Lehramtsstudenten der TU Dresden für 28 Wochen einmal wöchentlich an verschiedene Oberschulen im Kreis Görlitz. Dieser Landkreis ist vom Lehrermangel besonders betroffen. Die Studierenden unterrichten hier in Viererteams und werden an der Universität bei der Professionalisierung für den Lehrerberuf begleitet.
Langner war 2016 Gründungsdirektorin des Zentrums für Integrationsstudien an der TU Dresden. Sie ist Mitglied des Bildungsbeirats der Stadt Dresden.
Gemeinsam mit Dr. Matthias Ritter ist Langner Herausgeberin der Open-Access-Zeitschrift „Spe - Schulpraxis entwickeln“, dem Online-Journal für forschungsbasierte Schulentwicklung. Langner ist Mitglied des Redaktionsteams der "Zeitschrift für inklusion.net".

## Publikationen
Als Autorin
- 2009: Behindertwerden in der Identitätsarbeit. Fallrekonstruktionen von Jugendlichen mit geistiger Behinderung. VS Verlag, Wiesbaden. (auch Dissertation)
- 2012: Inklusion – eine „enorme Kraftanstrengung“ für Eltern. Eine Bestandsaufnahme. AG SPAK Verlag, Neu-Ulm.
- 2015: Kompetent für einen inklusiven Unterricht. Eine empirische Studie zu Beliefs, Unterrichtsbereitschaft und Unterricht von LehrerInnen. VS Springer, Wiesbaden. (auch Habilitation)
- 2017: Qualität für Inklusion und Schule. Studienbrief an der Universität Koblenz-Landau.
- 2017: Inklusive Schule als Sozialraum. Studienbrief an der Universität Koblenz-Landau (mit Karin Mannewitz)

Als Herausgeberin
- 2011: Inklusion – Herausforderungen, Chancen und Perspektiven. Kovac (mit Kerstin Ziemen, Saskia Erbring und Andreas Köpfer; auch Autorin)
- 2014: Umgang mit Vielfalt – ein Studienbuch. Taunusverlag, Wien (mit Ewald Feyerer; auch Autorin)
- 2018: Inklusion im Dialog: Fachdidaktik – Erziehungswissenschaft – Sonderpädagogik. Klinkhardt, Bad Heilbrunn.
- 2019: Inklusive Bildung forschend entdecken: das Konzept der kooperativen Lehrer*innenbildung. VS Springer, Wiesbaden (als Mit-Hrsg.; auch Autorin).
- 2022: Schule inklusiv gestalten – das Projekt SING. Waxmann (als Mit-Hrsg.; auch Autorin).
- 2024: Macht und Wissen – kritische Reflexionen im Kontext von Inklusion und Exklusion. Klinkhardt, Bad Heilbrunn (als Mit-Hrsg.).